# 福川駅
福川駅（ふくがわえき）は、山口県周南市社地町にある、西日本旅客鉄道（JR西日本）山陽本線の駅。

## 歴史
- 1898年（明治31年）3月17日：山陽鉄道 徳山駅 - 防府駅間の開通と同時に開業[2]。旅客・貨物の取扱を開始[2]。
- 1906年（明治39年）12月1日：山陽鉄道の国有化により官設鉄道の駅となる[2]。
- 1909年（明治42年）10月12日：線路名称制定。山陽本線の所属となる。
- 1984年（昭和59年）1月21日：貨物（専用線発着車扱貨物）の取扱を新南陽の側線扱に変更（平塚駅と同形態）。駅南側の保土谷化学工業南陽工場へ専用線が続き貨物輸送を行っていた。実際に廃止となったのは1998年。
- 1987年（昭和62年）4月1日：国鉄分割民営化により、西日本旅客鉄道（JR西日本）の駅となる[2]。
- 1994年（平成6年）：業務委託駅となる。
- 1985年（昭和60年）3月14日：荷物扱い廃止[2]。
- 2004年（平成16年）10月：窓口営業時間を変更し、平日のみの営業となる。また、閉鎖時間帯を導入。
- 2005年（平成17年）：無人駅となる。
- 2023年（令和5年）4月1日：ICカード「ICOCA」の利用が可能となる[3][4]。

## 駅構造
相対式ホーム2面2線の地上駅であり、無人駅である。上下線の間には使われていない中線が1本あるが、架線が張られておらず、上下本線とも出口側でしかつながっていないため、電車の入線はできない。又1番線上り線からのみ入線可能の荷物扱い時の名残と思われるホームもあるが保線車両を留置する以外使用されない駅舎は1番ホーム側にあり、2番ホームへは跨線橋で連絡している。便所は男女共用の汲み取り式である。

### のりば
| のりば | 路線      | 方向 | 行先                   |
| ------ | --------- | ---- | ---------------------- |
| 1      | ■山陽本線 | 上り | 徳山・岩国方面         |
| 2      | ■山陽本線 | 下り | 防府・新山口・下関方面 |

- のりば番号上では中線がカウントされない。

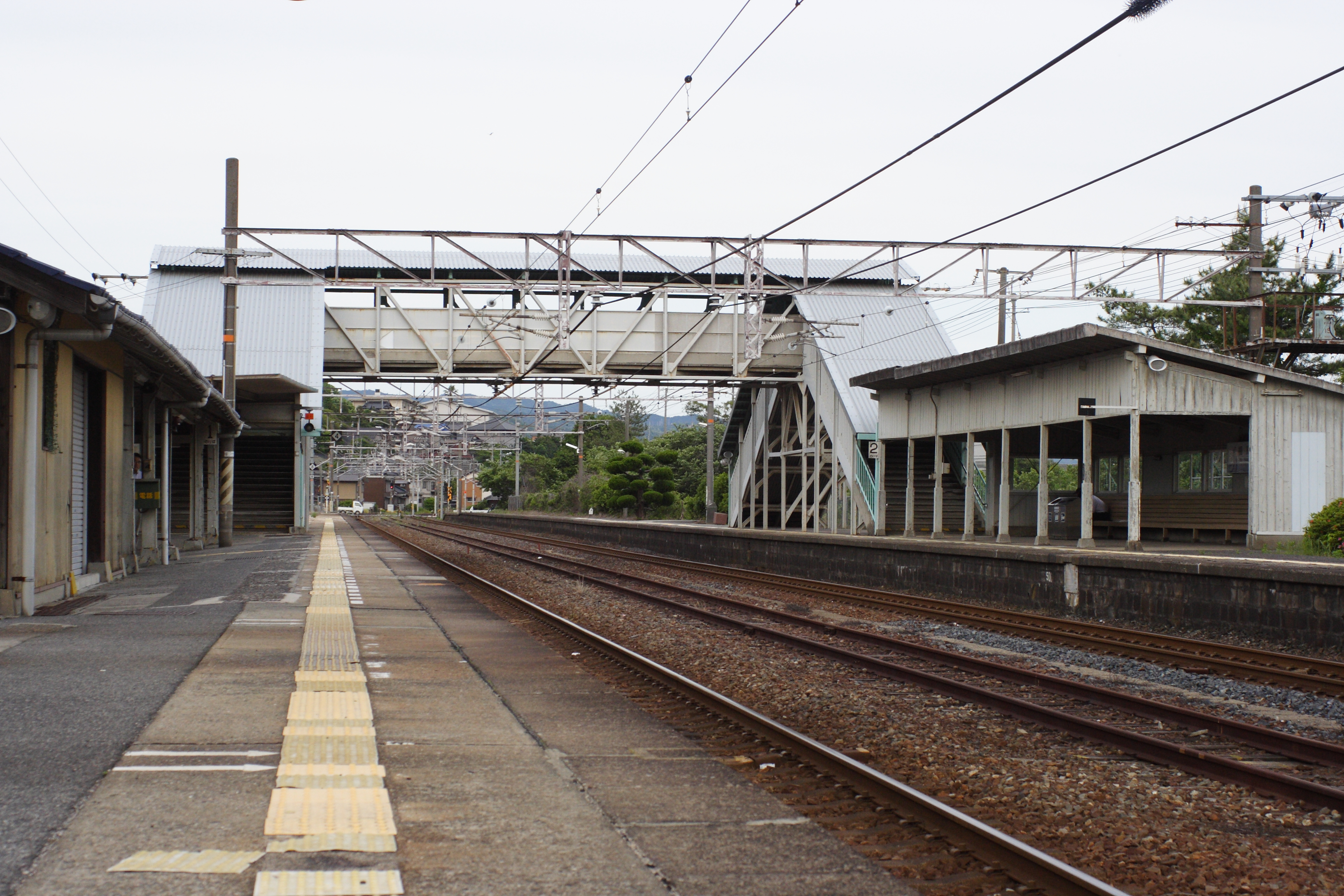
構内（2011年5月、左側が1番のりば、右側が2番のりば、中央は使われていない）

## 利用状況
1日の平均乗車人員は以下の通りである。
| 乗車人員推移 | 乗車人員推移 |
| 年度         | 1日平均人数  |
| ------------ | ------------ |
| 1999         | 1,009        |
| 2000         | 992          |
| 2001         | 959          |
| 2002         | 911          |
| 2003         | 899          |
| 2004         | 903          |
| 2005         | 852          |
| 2006         | 828          |
| 2007         | 821          |
| 2008         | 842          |
| 2009         | 829          |
| 2010         | 843          |
| 2011         | 872          |
| 2012         | 862          |
| 2013         | 830          |
| 2014         | 767          |
| 2015         | 782          |
| 2016         | 769          |
| 2017         | 756          |
| 2018         | 768          |
| 2019         | 747          |
| 2020         | 644          |
| 2021         | 615          |
| 2022         | 616          |

## 駅周辺
- 周南市新南陽ふれあいセンター
- 周南市新南陽野球場
- 周南市立福川小学校
- 周南市立福川南小学校
- 周南市立福川中学校
- 山口県立南陽工業高等学校
- 周南市役所新南陽庁舎・新南陽総合支所
- 新南陽郵便局
- サンデーサン徳山本部（旧本社）
- シマヤ本社
- 保土谷化学工業南陽工場
- 周南警察署福川警察官連絡所 (廃止)
- 南陽福川郵便局
- 山口銀行福川支店
- 東山口信用金庫福川支店
- マルキュウ 福川店
- 国道2号

## バス路線
一般路線バス
県道347号線上にある「福川駅前」停留所にて、防長交通による以下の路線が発着する。
- 81・150：イオンタウン周南久米 / 徳山駅前 / 戸田駅前
- 82・150：徳山駅前 / 防府駅前
- 83・150：徳山駅前 / 湯野温泉
- 84・150：徳山駅前 / 柚木河内
- 91・150：徳山駅前 / 高瀬
- 92・150：徳山駅前 / 堀

この他に、高速バスの福岡・防府・周南ライナーが、当駅から600メートルほど離れた国道2号上の「福川駅入口」停留所に発着する。

## 隣の駅
西日本旅客鉄道（JR西日本）
■山陽本線
新南陽駅 - 福川駅 - 戸田駅